# 佐藤繊維

佐藤繊維株式会社（さとうせんい、英：SATO SENI CO.,LTD.）は、1932年（昭和7年）山形県寒河江市にて紡績業を生業とし創業した紡績・ニットメーカー。

## 概要
糸づくりから製品の仕上げに至るすべての工程において「日本のものづくり」を大切にし、オリジナリティ豊かな製品を世界に向けて発信している。

### 紡績部門
創業当初から続く紡績部門は、ウールや獣毛系の特殊形状意匠糸や工業用紡績糸に加え、コットン、リネンなど植物性天然繊維の企画開発にも注力している。

### ニット製造部門
自社ブランドのプロダクト、OEM、ODMの研究開発、企画、製造のすべてを国内で行っている。本社併設のニット工場では、自動横編機約60台が稼働。

### アパレル部門
2009年　Sato-S²（株）（サトウエススクエア）自社ブランドの販売会社として設立。M.&KYOKO、FUGAFUGA、アクセサリーヤーンMASAKI（手芸糸）、Bois de Boulogne、991（メンズ） などのブランドの卸売販売・営業と国内の直営店舗や本社敷地内に併設するセレクトショップGEA（ギア）の運営。 佐藤繊維グループ会社のPR業務を担う。

## 歴史
明治時代、雪深い山形では冬場には農業が営めず、養蚕が盛んにおこなわれた。その後、明治後半から昭和にかけて人々の衣類は着物から洋服に変わりゆく中、日本は国策によりウール紡績が強化。同じ頃、山形の各農家でも1-2匹の羊を飼うようになる。１年に１度、羊の毛を刈り取り、初代の佐藤長之助はそれを集め、手紡ぎ機で原料を縒り、手編み用の糸を作ることを始めた。

## 沿革
- 1932年（昭和7年）-山形県寒河江市にて初代社長、佐藤長之助により創業。[4]
- 1954年（昭和29年）-梳毛紡績設備を整え、2代目社長、佐藤忠雄により会社化。
- 1964年（昭和39年）-3代目社長、佐藤安男によりニット製造部門を新設し、レディスニットウェアの製造を始める。
- 1973年（昭和48年）-コンピューター制御横編機を導入。
- 1997年（平成9年）-佐藤正樹がイタリアの紡績工場を見学。イタリア人技術者のクリエイティビティに感銘を受け、オリジナルの特殊意匠糸の開発をスタートする。[4][5]
- 1998年（平成10年）5月-トライスピン試験機を導入。
- 2000年（平成12年）
  - 11月　特殊意匠糸「マグマ」完成。
  - 12月　ジャパンクリエーション初出展
- 2001年（平成13年）-自社ブランド「M.&KYOKO」をニューヨークにて発表。[6]
- 2003年（平成15年）3月-M.&KYOKOをニューヨークアパレル展示会「コーテリー」に出展。
- 2005年（平成17年）-4代目社長に佐藤正樹が就任。[4]
- 2006年（平成18年）-極細モヘア糸「風雅FUUGA」完成。
- 2007年（平成19年）-ピッティフィラーティ展（イタリア、フィレンツェ）に初出展。以降毎年7月に出展。[2]
- 2009年（平成21年）
  - 1月　オバマ大統領就任式にてミシェル夫人が佐藤繊維のモヘア糸「風雅FUUGA」のカーディガンを着用。[7]
    - 12月　ノーベル平和授賞式にてオバマ夫人が再度「風雅FUUGA」のカーディガンを着用。[8]

  - 6月　自社アパレル部門をSato-S²（株）（サトウエススクエア）として分社化。
  - 7月　スピンエキスポ（ニューヨーク）に出展。
  - 7月　第3回「ものづくり大賞」製品技術開発部門において経済産業大臣賞、受賞。[4]
  - 10月　手芸糸ブランド「アクセサリーヤーンMASAKI」をスタート。
- 2011年（平成23年）
  - 6月　パリ　ノルマンディホテルにて展示会を開催。
  - 8月　東京都渋谷区東に佐藤繊維、Sato-S²、セレクトショップ併設にビルをオープン。
  - 9月　アントレプレナー・オブ・ザイヤ―（EOY）東北グランプリ受賞。
  - 9月　スピンエキスポ（上海）に初出展。
- 2012年（平成24年）3月-M.&KYOKO「TORANOI」（パリ）に初出展。以降、毎回出展。
- 2014年（平成26年）4月-パートナーシップ契約のもと台湾、高雄にて「M.&KYOKO」ショップがオープン。その後、台湾内にM.&KYOKOとFUGAFUGAの2ブランドで6店舗を展開。
- 2015年（平成27年）-山形県寒河江本社敷地内にセレクトショップ「GEA」（ギア）をオープン。[3][9]
- 2016年（平成28年）
  - -GEA内にレストラン「GEA0053」と居酒屋「弦円庵」をオープン。
  - メンズニットブランド「991」をピッティウォモで発表。[2]
- 2018年（平成30年）-ピッティフィラーティ/spring＆summer展（毎2月）への出展もスタート。

## 本社・工場
- 本社　〒991-0053　山形県寒河江市元町1-19-1
  - 東京事業部/Sato-S²サトウエススクエア　渋谷区東2-1-11
  - 大阪出張所（大阪市中央区）
  - 三泉工場（山形県寒河江市）（紡績）
  - 第2工場（山形県寒河江市）（ニットプロダクト）

## グループ会社
- 月山紡績株式会社（山形県西村山郡）
- 山形整染株式会社（山形県寒河江市）
- 置賜センイ株式会社（山形県西置賜郡）
- 株式会社クロスイットオフ（山形県寒河江市）